# 利奧波德王子 (比利時)

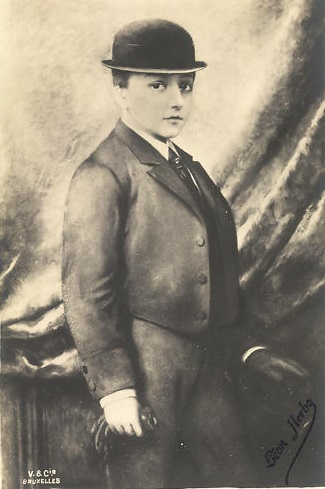
比利時的利奧波德王子

比利時的利奧波德（法語：Léopold de Belgique，1859年6月12日—1869年1月22日）是比利時國王利奧波德二世的獨子，頭銜布拉班特公爵（duc de Brabant）。1865年父親登基之後，利奧波德王子成為比利時王位的繼承人。但1869年，他在拉肯跌入一座池塘，后感染肺炎死亡。